# الحجر الأسود (مدينة)
الحجر الأسود هي مدينة وناحية إدارية سورية تابعة إدارياً لمحافظة دمشق. تبدأ حدودها من نهاية «شارع 30» في مخيم اليرموك، وتمتدُّ لتتصل بمشارف مدينة سبينة، وتحدها من جهة الغرب منطقة القدم. وهي مشهورة بأن غالبية سكانها هُم مهاجرون من منطقة الجولان المحتلة.
تبعد المدينة عن مركز العاصمة دمشق حوالي 7 كيلومترات، ويقدر سكانها بنحو 60,000 نسمة، أغلبهم من أهالي الجولان والزوية وسكوفيا والعال وفيق والياقوصة وكفر حارب والكرسي والبطيحة والخشنية والبيرة، وخليط من العديد من سكان المحافظات السورية ومن اللاجئين الفلسطينيين، كما أنها تُعتبر من أكثر المناطق اكتظاظاً بالسكان في مدينة دمشق.

## الجغرافيا والسكان
المدينة تابعة إدارياً لـ«مجلس بلدية الحجر الأسود» وناحية الحجر الأسود، وتُقسم أحياؤها الرئيسية إلى: «حي تشرين» (وهو الحي الشرقي للمدينة)، و«حي الثورة» (وهو الحي الغربي للمدينة). يَقطن حي تشرين خليط من جميع المناطق السورية، بالإضافة إلى قسم من عشائر الجولان مثل الفرينات والهوادجة، وأما حي الثورة فيقطنه الشركس والبحاترة والتلاوية والجباثنة والجعاثنة واللاجئون الفلسطينيون.
ونتيجة الهجرة العشوائية من قلب المدينة إلى الضواحي، فإن سكان الحجر الأسود الآن هم عبارة عن خليط من مختلف المناطق السورية، فأصبح فيها الشامي والديري من الفرات واللاجئ الفلسطيني والتركماني والشركسي، وبخاصة بعد تحولها إلى ناحية الحجر الأسود. تُعتبر هذه المدينة إحدى أهم مناطق النمو السكاني العشوائي حول مدينة دمشق.

## الخدمات
تضم مدينة الحجر الأسود مدارس ابتدائية وإعدادية وثانوية عامة وفنون، كما أن فيها «معهد الفنون النسوية» بالإضافة إلى مستوصفين، والعديد من المساجد أشهرها «جامع الرحمن»، كما تضم سوقًا للسيارات وسوقًا للخضار. أقيمت في السنوات الأخيرة بالمدينة محكمة الحجر الأسود ومركز لخدمات الهاتف وبعض الحدائق الصغيرة، ويُبنى حالياً أيضاً ملعب لمحافظة القنيطرة فيها.